# Ilona Nicklisch
Ilona Nicklisch (* 1958 in Klettwitz) ist eine deutsche Politikerin (BVB/Freie Wähler). Von 2019 bis 2024 war sie Abgeordnete im Landtag Brandenburg.

## Werdegang
Nicklisch absolvierte eine Ausbildung zur Maschinistin für Wärmekraftwerke. Durch ihr Meisterstudium wurde sie Meisterin für Kraftwerksanlagen. Später begann sie eine Tätigkeit als Bürofachangestellte.
Mit der Unabhängigen Wählergemeinschaft Senftenberg wurde Nicklisch 2008 in den Ortsbeirat von Brieske und den Kreistag im Landkreis Oberspreewald-Lausitz gewählt. Sie schloss sich daraufhin mit anderen unabhängigen Kreistagsmitgliedern zu einer Fraktion von Freien Wählern zusammen.
Bei der Landtagswahl in Brandenburg 2019 zog Nicklisch über Platz 2 der Liste von BVB/Freie Wähler in den Landtag Brandenburg ein. Bei der Landtagswahl 2024 zogen die Freien Wähler nicht mehr in den Landtag ein; Nicklisch schied somit aus dem Landtag aus.